# アストラン

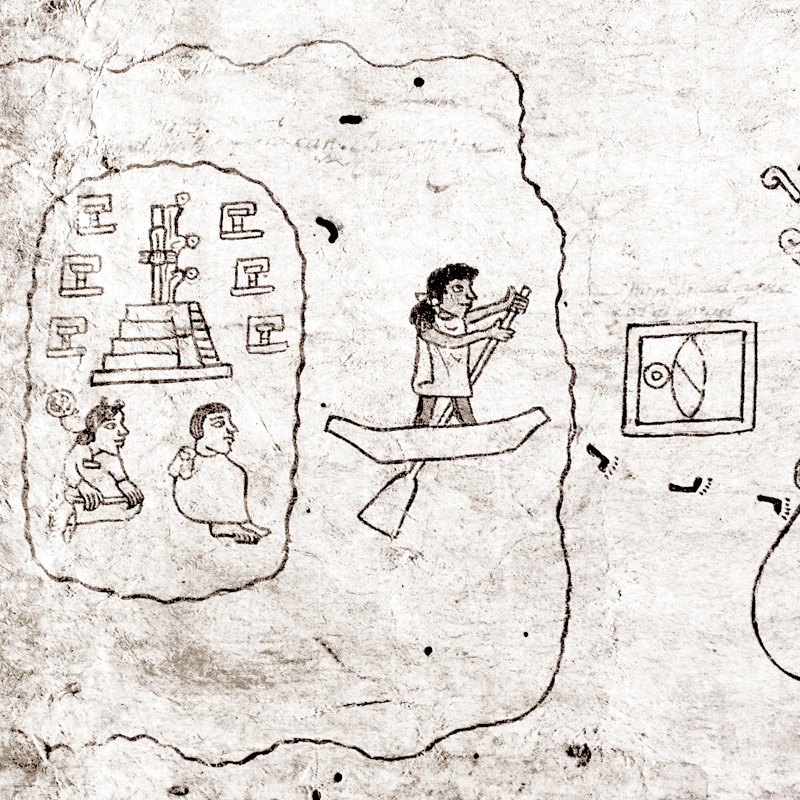
ボトゥリーニ絵文書より、アストランからの出発

アストラン（Aztlán）は、メシカおよびメシカを含むナワ族の伝説上の原郷。北方にあったと伝えられる。
なお、アステカという語はアストランに由来するが、これは自称ではなく、19世紀に西洋の学者がつけた外名であり、意味もあいまいであるため、近年はアステカではなくメシカと呼ぶことが好まれる。

## 伝説
アストランという地名はナワトル語で「サギ（āztatl）の多い場所（-tlān）」と解釈されている。また「純白の場所」とも解釈される。
アストランは楽園的な場所として伝えられており、葦の茂る美しい湖を持ち、水鳥と魚が豊富に住み、人は老いることはないという。湖の中の島だったともいう。
メシカを含むナワ族の7つの部族は、7つの洞窟を持つ土地（チコモストク）に住んでいたが、それぞれ別にこの土地を去ってメキシコ盆地へ移住した。7つの部族の名前は伝承によって一致しない。アストランとチコモストクの関係は伝承によって異なり、アストランを離れた後にチコモストクに住んだとも、チコモストクがアストランの一部であるとも、チコモストクのことをメシカがアストランと呼んだともいう。
メシカは他の部族に遅れ、ウィツィロポチトリの命令によって最後に出発し、メキシコ盆地に到るまでの80年間にさまざまな試練にあった。

## アストラン再訪
ディエゴ・ドゥラン『ヌエバ・エスパーニャ誌』によると、15世紀のアステカ皇帝モテクソマ1世はウィツィロポチトリの母であるコアトリクエがまだ生きていると聞き、魔術を使える60人の使者をアストラン（またはチコモストク）に送った。アストランは巨岩や茨に隠されていて人間ではたどりつけないため、使者たちはトゥーラのコアテペックで鳥や獣に変身してアストランに到着し、コアトリクエに皇帝からの贈り物を渡した。コアトリクエは、ウィツィロポチトリが得た都市は将来すべて失われるだろうと予言した。

## アストランの場所
アストランは実在の土地とは考えにくいが、ナワ族が比較的新しい時代に北方からメキシコ盆地に移動してきたことは確かである。これはまた、ナワ族の言語であるナワトル語が北方に分布するユト・アステカ語族に属し、周辺で古くから話されてきたミヘ・ソケ語族、オト・マンゲ語族、マヤ語族などと全く異なっていることからも支持される。
ドゥランによると、アストランはラ・フロリダ（現在のアメリカ合衆国フロリダ州、テキサス州、北西メキシコなどを指す）にあるという。

## チカーノ・ナショナリズム
アストランは1960年代以降チカーノ・ナショナリズムの政治的象徴として使われている。この意味ではアストランは以下の2つの意味で使われる。
- グアダルーペ・イダルゴ条約でメキシコからアメリカ合衆国に譲渡された土地を意味する。
- チカーノの精神的・民族的な団結を示す。場所を問わない。